# Livermore (Maine)
Livermore è un centro abitato (town) degli Stati Uniti d'America, situato nella Contea di Androscoggin nello Stato del Maine. Nel censimento del 2010 la popolazione era di 2.095 abitanti.

## Geografia fisica
Secondo i rilevamenti dell'United States Census Bureau, la località di Livermore si estende su una superficie di 102,05 km².